# Discovery (альбом Electric Light Orchestra)
Discovery (с англ. — «Открытие») — восьмой студийный альбом британской рок-группы Electric Light Orchestra. Лонгплей был выпущен 31 мая 1979 года в Соединённом Королевстве на лейбле Jet Records, возглавив местный музыкальный чарт, и 8 июня в Соединённых Штатах на лейбле Columbia Records.

## История
Discovery стал первым альбомом Electric Light Orchestra возглавившим британский чарт UK Albums Chart, удерживая лидерство в течение пяти недель. Пластинка содержит пять хитов: «Shine a Little Love», «Don’t Bring Me Down», «Last Train to London», «Confusion» и «The Diary of Horace Wimp», многие из которых создавались под сильным влиянием доминирующего в том году жанра диско (Ричард Тэнди даже в шутку называл альбом Disco Very). «Don’t Bring Me Down» станет одной из двух песен за всю карьеру группы, сумевший попасть в Top-3 чарта UK Singles Chart («Xanadu» займёт его высшую строчку годом позже), а также их самым популярным синглом в США — достигнув там 4-го места. Композиция «The Diary of Horace Wimp» также стала хитом на родине группы, однако она была написана не в жанре диско, а была ближе к битлеску — стилю ранних хитов коллектива, наподобие «Mr. Blue Sky». Discovery стал первым альбомом Electric Light Orchestra, четыре сингла которого попали в Top-10 (один из них был двойным A-side) чарта Великобритании. В 1997 году он получил двойную «платиновую» сертификацию в США.
Discovery примечателен тем, что это был первый альбом ELO, в котором не было постоянного струнного трио в лице Мик Камински, Хью Макдауэлла и Мелвина Гейла, хотя они участвовали в съёмках клипов на его песни.
Фотография комика Брэда Гаррета, одетого в восточную одежду и тюрбан, на задней стороне обложке в роли грозного дворцового стража, который достаёт из ножен ятаган, является его одним из первых работ в шоу-бизнесе.
В 2001 году Discovery был перевыпущен как часть серии ремастеров лейблов Epic/Legacy; среди включённых бонус-треков была кавер-версия классической песни Дела Шеннона «Little Town Flirt», работа над которой была начата во время альбомных сессий, но закончена только специально для переиздания.

## Список композиций
Все песни написаны Джеффом Линном, за исключением «Little Town Flirt», написанной Мароном Маккензи и Делом Шенноном.
| №  | Название                   | Длительность |
| -- | -------------------------- | ------------ |
| 1. | «Shine a Little Love»      | 4:43         |
| 2. | «Confusion»                | 3:42         |
| 3. | «Need Her Love»            | 5:11         |
| 4. | «The Diary of Horace Wimp» | 4:17         |

| №                   | Название               | Длительность |
| ------------------- | ---------------------- | ------------ |
| 5.                  | «Last Train to London» | 4:32         |
| 6.                  | «Midnight Blue»        | 4:19         |
| 7.                  | «On the Run»           | 3:55         |
| 8.                  | «Wishing»              | 4:13         |
| 9.                  | «Don't Bring Me Down»  | 4:02         |
| Общая длительность: | Общая длительность:    | 38:53        |

| №   | Название                             | Длительность |
| --- | ------------------------------------ | ------------ |
| 10. | «On the Run» (домашнее демо)         | 1:01         |
| 11. | «Second Time Around» (домашнее демо) | 0:43         |
| 12. | «Little Town Flirt»                  | 2:53         |

Примечания
- Бонус-треки ранее не издавались. Трек 12 был начат в 1979 году, закончен в 2001 году звукоинженерами Маком и Райаном Ульяте.
- Ремастеринг виниловой версии альбома был подготовлен Стэном «The Man» Рикером.

## Участники записи
- Джефф Линн — ведущий вокал, гитары (электрогитара, двенадцатиструнная гитара), вокодер, бэк-вокал, оркестровые и хоровые аранжировки, продюсер
- Бив Бивэн — ударные, перкуссия, бэк-вокал
- Ричард Тэнди — фортепиано, синтезатор, электропианино фирмы Wurlitzer, клавинет, соло-гитара (трек 6), бэк-вокал, оркестровые и хоровые аранжировки
- Келли Гроукат — бас-гитара, бэк-вокал

Дополнительные музыканты
- Луис Кларк[англ.] — оркестровые и хоровые аранжировки, дирижёр оркестра
- Мак — звукоинженер

Дополнительные музыканты в клипах на песни с альбома Discovery
- Мик Камински — скрипка
- Хью Макдауэлл[англ.] — виолончель
- Мелвин Гейл[англ.] — виолончель

## Позиции в хит-парадах
| Хит-парад (1979—1980)               | Высшая позиция |
| ----------------------------------- | -------------- |
| Австралия (Kent Music Report)       | 1              |
| Австрия (Ö3 Austria)                | 3              |
| Великобритания (UK Albums Chart)    | 1              |
| Германия (Offizielle Top 100)       | 7              |
| Канада (RPM Top Albums/CDs)         | 3              |
| Нидерланды (Album Top 100)          | 6              |
| Новая Зеландия (RMNZ)               | 2              |
| Норвегия (VG-lista)                 | 1              |
| США (Billboard 200)                 | 5              |
| США (Cash Box)                      | 5              |
| США (Record World)                  | 5              |
| Финляндия (Suomen virallinen lista) | 2              |
| Франция (IFOP)                      | 2              |
| Швеция (Sverigetopplistan)          | 2              |
| Япония (Oricon)                     | 31             |

| Хит-парад (1979)              | Позиция |
| ----------------------------- | ------- |
| Австралия (Kent Music Report) | 2       |
| Австрия (Ö3 Austria)          | 6       |
| Великобритания (UK Albums)    | 2       |
| Германия (Offizielle Top 100) | 22      |
| Канада (RPM Year-End)         | 5       |
| США (Billboard Year-End)      | 74      |
| США (Cash Box)                | 19      |
| США (Record World)            | 17      |
| Франция (IFOP)                | 16      |
| Хит-парад (1980)              | Позиция |
| Австралия (Kent Music Report) | 48      |
| Великобритания (UK Albums)    | 74      |

## Сертификации и продажи
| Регион                                                      | Сертификация  | Продажи    |
| ----------------------------------------------------------- | ------------- | ---------- |
| Австралия (ARIA)                                            | 2× Платиновый | 140 000^   |
| Великобритания (BPI)                                        | Платиновый    | 300 000^   |
| Германия (BVMI)                                             | Золотой       | 250 000^   |
| Канада (Music Canada)                                       | 3× Платиновый | 300 000^   |
| Нидерланды (NVPI)                                           | Золотой       | 50 000^    |
| Новая Зеландия (RMNZ)                                       | Платиновый    | 15 000^    |
| США (RIAA)                                                  | 2× Платиновый | 2 000 000^ |
| Франция (SNEP)                                              | Золотой       | 261 000    |
| ^ Данные о тиражах приведены только на основе сертификации. |               |            |